# Lucy Lee (checa)
Lucy Lee (Krnov, 10 de abril de 1984) es una actriz pornográfica y modelo erótica checa.

## Carrera porno
En 2002, a sus 18 años, Lucy comenzó posando desnuda. Para mediados de la misma década se convertiría en una de las actrices de porno más activas, versátiles y cotizadas de Europa, actuando en cientos de películas pornográficas y participando en todo tipo de actos sexuales, que van desde lo erótico hasta lo obsceno. Actuó en varias escenas lésbicas, pero fue más conocida por su gusto por el sexo anal e interracial, incluyendo tres escenas gang bang donde tiene sexo vaginal, oral y anal con tres hombres negros a la vez, todas ellas con actores afroamericanos diferentes y libres de condones.

## Modelaje
Paralelamente a su carrera porno, Lucy también ha trabajado como modelo erótica, posando desnuda para portales eróticos europeos de la talla de Femjoy, EroBerlin, Kissak y Virtual Reality Channel, entre otros. Aparte de sus sets fotográficos, Lucy también ha realizado algunos videos eróticos-artísticos para dichos portales, que se limitan a la desnudez explícita y a la masturbación. A lo largo de toda su carrera pornográfica y erótica ha conservado un cuerpo totalmente natural.